# Nadezhda Lamánova
Nadezhda Petrovna Lamánova (en ruso: Надежда Петровна Ламанова; 27 de diciembre de 1861 - 14 de octubre de 1941) fue una diseñadora de moda y vestuario rusa y soviética.

## Carrera profesional
En 1885, a la edad de 24 años, abrió su propio taller. Comenzó a ganar popularidad por su trabajo y buen gusto; viajaba a Francia frecuentemente, donde refinó su estilo y colaboró con Paul Poiret.[cita requerida]
Hasta la Revolución Rusa, Lamánova ostentaba el título de Proveedora de la Corte Imperial de Su Majestad. Lamánova creó vestidos para la emperatriz Alexandra Fiódorovna. Después de la Revolución, pasó unos años en la Prisión de Butyrka, acusada de "burguesa" y fue liberada gracias a la intervención de Máximo Gorki.[cita requerida]
Como la única diseñadora de renombre que se quedó en Rusia, sentó las bases de la nueva moda soviética, creando modelos con telas artesanales para el uso popular. En cooperación con la artista y escultora rusa Vera Mújina, Lamánova ganó el Gran Premio en la Exposición Internacional de 1925 en París.[cita requerida]
Trabajó en el vestuario para las películas: La Generación de Ganadores, El Circo (Lenfilm), El Inspector General (Ukrfilm), y Alexandr Nevsky..[cita requerida]
Murió el 14 de octubre de 1941, fue enterrada en el cementerio de Vagánkovo.[cita requerida]